# La Belle Ensorceleuse
Pour plus de détails, voir Fiche technique et Distribution.
La Belle Ensorceleuse (The Flame of New Orleans) est un film américain réalisé par René Clair en 1941.

## Synopsis
Une aventurière qui se fait appeler « comtesse » (Marlène Dietrich) débarque à La Nouvelle-Orléans en quête d'un homme fortuné. Avec la complicité de sa servante Clementine (Theresa Harris), elle séduit Charles Giraud (Roland Young) un banquier naïf. Elle rencontre par hasard Robert Latour (Bruce Cabot), un beau marin. Alors que le mariage avec Giraud est imminent, la comtesse est reconnue par le russe Zolotov (Mischa Auer) qui l'a bien connue à Saint-Pétersbourg. Sans le vouloir, ce dernier compromet le mariage et la comtesse se voit forcée de faire croire qu'elle est la cousine vertueuse d'une femme de mauvaises mœurs dénommée « Lili ». La comtesse se déguise en Lili pour fréquenter des lieux peu convenables. Afin que son mariage se déroule bien, Giraud demande au marin Latour d'enlever Lili pour l'éloigner. Abusé par la double personnalité de la comtesse/Lili, Latour comprend finalement toute l'histoire et quitte La Nouvelle-Orléans avec la femme qu'il aime et qui l'aime, rendant le mariage de Giraud impossible.

## Fiche technique
- Titre : La Belle Ensorceleuse
- Titre original : The Flame of New Orleans
- Réalisation : René Clair
- Scénario : René Clair et Norman Krasna
- Production : René Clair et Joe Pasternak
- Société de production : Universal Pictures
- Musique : Frank Skinner (chef d'orchestre : Charles Previn)
- Photographie : Rudolph Maté
- Montage : Frank Gross
- Direction artistique : Jack Otterson
- Décors : Russell A. Gausman
- Costumes : René Hubert
- Pays :  États-Unis
- Langue : Anglais
- Durée : 79 minutes
- Format : Noir et blanc sonore (Western Electric Mirrophonic Recording)
- Dates de sortie : 
  - États-Unis : 24 avril 1941 (Nouvelle-Orléans, Louisiane)
  - États-Unis : 25 avril 1941
  - Belgique : 26 octobre 1945
  - France : 18 septembre 1946
- Affiche : René Lefèbvre (France)

## Distribution
- Marlene Dietrich (VF : Lita Recio) : la Comtesse Claire Ledoux (dite 'Lili')
- Bruce Cabot : Robert Latour
- Roland Young : Charles Giraud
- Theresa Harris : Clementine
- Mischa Auer : Zolotov
- Andy Devine : Andrew, le premier marin
- Frank Jenks : le second marin
- Eddie Quillan : le troisième marin
- Laura Hope Crews : La tante
- Franklin Pangborn : Bellows
- Clarence Muse : Samuel
- Melville Cooper : Le beau-frère
- Anne Revere : La sœur de Giraud
- Bob Evans : William
- Emily Fitzroy : Amelia, cousine de Giraud
- Virginia Sale : Clarissa, cousine de Giraud
- Dorothy Adams : Sybil, cousine de Giraud
- Gitta Alpar : chanteuse d'opéra
- Anthony Marlowe : chanteur d'opéra
- Joel Fluellen : serviteur
- Mary Treen : invitée de la fête
- Gus Schilling : couturier